# Kuwait ved sommer-OL 1976
Kuwait deltog ved Sommer-OL 1976 i Montreal, Canada. 15 deltagere, alle mænd deltog i 13 konkurrencer i 4 sportsgrene.

## Atletik
Mænds 400m hæk
- Abdlatef Abbas Hashem

- Heats — 53.06s (→ gik ikke videre)

Mænds 4x100 meter stafet
- Abdulaziz Abdulkareem, Abdulkareem Alawad, Ibraheem Alrabee og Abdlatef Abbas Hashem

- Heat — 41.61s (→ gik ikke videre)

## Fægtning
Fire fægtere repreæsenterede Kuwait i 1976.
Mænds fleuret
- Jamal Ameen
- Abdul Nasser Al-Sayegh
- Ahmed Al-Arbeed

Mænds holdfleuret
- Ahmed Al-Arbeed, Jamal Ameen, Ali Al-Khawajah, Abdul Nasser Al-Sayegh

## Eksterne links
- Official Olympic Reports Arkiveret 12. juni 2007 hos  Wayback Machine